# Каеневцы
Каеневцы (бел. Каенеўцы) — деревня в Берестовицком районе Гродненской области Белоруссии. Входит в состав Эйсмонтовского сельсовета.

## География
Деревня находится в западной части Гродненской области, на левом берегу реки Веретейки, к северу от автодороги Н-6012, на расстоянии приблизительно 20 километров (по прямой) к северу от городского посёлка Большая Берестовица, административного центра района. Абсолютная высота — 118 метров над уровнем моря. Площадь населённого пункта — 0,1765 км².

## История
По состоянию на 1905 год, в Каеневцах проживало 276 человек. В административном отношении деревня входила в состав Богородицкой волости Гродненского уезда Гродненской губернии.
Согласно Рижскому мирному договору (1921), деревня вошла в состав межвоенной Польши. Входила в состав гмины Вельке-Эйсымонты Гродненского повета Белостокского воеводства. В 1921 году числилось 196 жителей, проживавших в 45 домах. В этническом составе населения того периода белорусы составляли 99,5 %. В конфессиональном составе населения преобладали православные христиане (98 %).
С 1939 года в БССР.

## Население
По данным переписи 2019 года, в деревне проживало 24 человека.
| Год  | Население, человек |
| ---- | ------------------ |
| 1905 | 276                |
| 1921 | ↘ 196              |
| 2009 | ↘ 41               |
| 2019 | ↘ 24               |